# 2024 au Japon
Cet article présente des faits marquants de l'année 2024 au Japon.

## Évènements

### Janvier
- 1er janvier : de puissants séismes font plus de 400 morts et blessés et provoquent de graves dégâts dans l'ouest du pays.
- 2 janvier : le vol Japan Airlines 516 entre en collision à Tokyo-Haneda avec un avion de secours en faisant 5 morts et plusieurs blessés.
- 18-19 janvier : les factions Seiwa Seisaku Kenkyūkai, Kōchikai et Shisuikai du Parti libéral-démocrate ont toutes annoncé leur intention de se dissoudre[1] (Affaire des caisses noires du Parti libéral-démocrate).
- 24 janvier : Karolina Shiino gagne le concours de beauté Miss Japon 2024.
- 25 janvier : Shinji Aoba, responsable de l'incendie de Kyoto Animation qui a fait 36 morts en 2019, est condamné à la peine de mort par le tribunal de Kyoto pour la gravité de son crime[2],[3].

### Février
- 5 février : Karolina Shiino perd son titre de Miss Japon 2024 après la divulgation de sa liaison avec un homme marié[4],[5].
- 27 février : Sony annonce qu'il supprimera 900 emplois dans son effectif mondial et propose la fermeture du London Studio dans le cadre de sa restructuration[6].

### Mars
- 12 mars : Un tribunal de Fukuoka annule la peine de mort prononcée contre le chef des Yakuza Kudokai, Satoru Nomura, pour un meurtre survenu en 1998 et le condamne à la prison à vie[7].
- 13 mars :
  - Premier vol de lanceur spatial KAIROS.
  - Le tribunal du district de Tokyo ordonne au gouvernement de restituer le corps de Shoko Asahara, leader de la secte Aum Shinrikyō, à sa famille. Il avait été exécuté en 2018 pour l'attentat au sarin dans le métro de Tokyo de 1995[8].
- 14 mars : Dans des procès distincts, la Haute Cour de Sapporo et le tribunal du district de Tokyo déclarent inconstitutionnelle la non-reconnaissance du mariage homosexuel au Japon[9].
- 16 mars : L'extension de la ligne Shinkansen Hokuriku entre Kanazawa et Tsuruga (Fukui) est terminée[10].
- 30 mars : Scandale aux compléments alimentaires au Japon (en) : contamination généralisée et continue de compléments alimentaires, entraînant de nombreux problèmes de santé chez les personnes les prenant au Japon et à Taiwan. Jusqu'à 80 personnes sont mortes après avoir pris ces suppléments, et au moins 500 autres ont été hospitalisées[11],[12],[13].

### Avril
- 1er avril :
  - Tremblement de terre de magnitude 6.0 dans la Préfecture d'Iwate[14].
  - La Maison impériale du Japon créée son premier compte Instagram[15].
- 3 avril : Un séisme de magnitude 7,4 frappe au large des côtes de Taïwan, déclenchant une alerte au tsunami dans la préfecture d'Okinawa au Japon. Un tsunami de 30 cm est observé sur les îles Yonaguni et Miyako tandis qu'un tsunami de 20 cm atteint l'île d'Ishigaki[16].
- 15 avril : Près de 60 000 habitants de Naha doivent être évacués en raison des risques de glissements de terrain provoqués par de fortes pluies[17].
- 17 avril : Un séisme de magnitude 6,6 frappe le détroit de Bungo entre Shikoku et Kyūshū, blessant 12 personnes[18].
- 20 avril : Deux hélicoptères SH-60K de la Force maritime d'autodéfense japonaise s'écrasent dans l'océan Pacifique à la suite d'une possible collision lors d'un exercice d'entraînement près de l'île de Torishima, tuant huit personnes[19].

### Mai
- 17 mai : La Diète approuve un projet de loi visant à autoriser la garde conjointe des enfants pour les couples divorcés[20].

### Juin
- 3 juin : Un séisme de magnitude 5,8 frappe la préfecture d'Ishikawa, blessant deux personnes[21] et détruisant cinq maisons[22].

### Août
- 29 août : le typhon Shanshan touche Kyūshū et fait trois morts[23].

Octobre
- 1er octobre : Shigeru Ishiba devient Premier ministre.
- 11 octobre : le prix Nobel de la paix est attribué à Nihon Hidankyo, une organisation de survivants des bombardements atomiques d'Hiroshima et de Nagasaki.
- 27 octobre : élections législatives, le PLD au pouvoir perd sa majorité parlementaire pour la première fois depuis 2009.

## Décès

### Janvier
- 3 janvier : Kunihiko Muroi - Homme politique japonais.
- 4 janvier : 
  - Tomonobu Yokoyama - Footballeur japonais.
  - Kishin Shinoyama - Photographe japonais.